# Ривамонте Агордино
Ривамо̀нте Агордѝно (на италиански: Rivamonte Agordino; на ладински: Riva, Рива) е село и община в Северна Италия, провинция Белуно, регион Венето. Разположено е на 973 m надморска височина. Населението на общината е 652 души (към 2014 г.).